# Christoph Baumgartner
Christoph Baumgartner (født 1. august 1999) er en østrigsk professionel fodboldspiller, som spiller for Bundesliga-klubben RB Leipzig og Østrigs landshold.

## Klubkarriere

### 1899 Hoffenheim
Baumgartner begyndte sin karriere hos 1899 Hoffenheim, og gjorde sin debut for Hoffenheims reservehold i 2018. Han fik sin debut for førsteholdet den 11. maj 2019.

### RB Leipzig
Baumgartner skiftede i juni 2023 til RB Leipzig.

## Landsholdskarriere

### Ungdomslandshold
Baumgartner har repræsenteret Østrig på flere ungdomsniveauer.

### Seniorlandshold
Baumgartner debuterede for Østrigs landshold den 4. september 2020. Han var del af Østrigs trup til EM 2020.